# 芳香独蒜兰
芳香独蒜兰（学名：Pleione confusa）为兰科独蒜兰属下的一个种。

## 扩展阅读
- 維基物種上的相關：芳香独蒜兰